# Onychomyrmex mjobergi
Onychomyrmex mjobergi este o specie de furnică din genul Onychomyrmex. Endemică pentru Australia, a fost descrisă de Forel în 1915 din specimene găsite în Queensland.